# 헤르마 사보
헤르마 사보(독일어: Herma Szabo, 1902년 2월 22일 ~ 1986년 5월 7일)는 오스트리아의 피겨 스케이팅 선수로 싱글 스케이팅과 페어 스케이팅에서 활약했다. 그녀는 1924년 올림픽 여자 싱글 부문에서 우승했다.

## 개인사
사보는 빈에서 태어났다. 그녀의 어머니는 크리스타 폰 사보였고, 그녀는 세계 피겨 스케이팅 선수권 대회 페어 부문에서 메달을 2번 획득했다. 또한 그녀의 삼촌은 에드워드 엥겔만 주니어였다. 그 결과, 사보는 카를 셰퍼와 결혼했다. 그녀는 그녀의 사촌 헬레네 엥겔만, 크리스틴 엥겔만과 함께 삼촌의 아이스 링크장에서 연습했다.

## 선수 경력
사보는 1924년 동계 올림픽 여자 피겨 스케이팅 부문에서 금메달을 목에 걸었다. 올림픽에서, 그녀는 무릎 위의 절단 스커트를 착용하여 여자 피겨 스케이팅을 현대화하는데 기여했다. 하이컷 스커트는 다리보다 자유로운 움직임을 허용했다. 그럼에도 불구하고, 소냐 헤니는 일반적으로 대회에서 짧은 치마를 입었다.

## 은퇴 이후
그녀는 세계 선수권 대회에서 노르웨이의 소냐 헤니에게 패배한 후 1927년에 은퇴했다. 결과는 재판부가 노르웨이, 독일 및 오스트리아 3가지로 구성되어 있기 때문에 논란이 있었다. 독일과 오스트리아의 심사 위원이 처음 사보를 배치하면서 3명의 노르웨이 판사는 첫번째로 헤니를 배치했다.
선수경력의 마지막에도 불구하고, 사보는 1982년에 세계 피겨 스케이팅 명예의 전당에 헌액되었다. 그녀는 84세의 나이로 스타리아주 로텐만에서 죽었다.